# 扬·拉迪斯拉夫·杜舍克
扬·拉迪斯拉夫·杜舍克（捷克語：Jan Ladislav Dussek；1760年2月12日—1812年3月20日），波西米亚钢琴家，作曲家。自幼展现出过人的音乐才华，1782年访问汉堡，从C.P.E.巴赫学习。同年展开钢琴演奏生涯，在欧洲各地取得巨大成功。杜舍克的作品富于创新精神，他常使用丰满的半音化和声，自由的转调和眼花缭乱的演奏技巧，并大量采用踏板，对钢琴音乐的发展起着至关重要的作用。

## 外部連結
- 扬·拉迪斯拉夫·杜舍克的免费乐谱，由国际乐谱典藏计划提供
- .  (第11版). London. 1911.